# Łasków (Ukraina)
Łasków (ukr. Ласків) – wieś na Ukrainie, w obwodzie wołyńskim, w rejonie włodzimierskim, w hromadzie Włodzimierz. W 2001 liczyła 681 mieszkańców, spośród których 672 wskazało jako ojczysty język ukraiński, 8 rosyjski, a 1 białoruski.
W okresie międzywojennym wieś znajdowała się w granicach II RP, wchodząc w skład gminy Chotiaczów w powiecie włodzimierskim, w województwie wołyńskim.